# Марсельская обсерватория
Марсельская обсерватория (фр. Observatoire de Marseille, код обсерватории «014») — профессиональная астрономическая обсерватория, расположенная в Марселе, на юге Франции. Обсерватория объединяет несколько отделов: лаборатория астрофизики Марселя, обсерватория Верхнего Прованса, лаборатория звёздной и всемирной интерференции, отдел Гассенди.

## История
Первые наблюдения в обсерватории Марселя начались в 1702 году, средства на первый телескоп были предоставлены королевской субсидией, первым директором обсерватории был иезуит Антуан Лаваль. С 1718 по 1729 г. обсерватория была закрыта в связи с отъездом Лаваля в Тулон. С прибытием в обсерваторию Эсприта Пазена начинается новый этап развития, в том же году обсерватория становится королевской обсерваторией флота. Во время управления Пазена в обсерваторию были наняты двое новых астрономов, а также установлен 6-футовый телескоп. Пазена потерял свой пост в 1763.
На протяжении всего времени работы обсерватории в ней активно велись поиски астероидов и научные наблюдения, одним из примечательных открытий является открытие Квинтета Стефана в 1877 году. В обсерватории работал Борелли, Альфонс Луис Николас.

## Руководители обсерватории
- Антуан Лаваль (1702—1728)
- Эсприт Пазена (1729—1763)
- Сан-Жак де Сильвабэлл (1763—1801)
- Жак-Джозеф Тулис (1801—1810)
- Жан-Жак Бланпейн (1810—1821)
- Жан-Феликс Адольф Гамбарт (1821—1836)
- Бенжамин Валз (1836—1860)
- Эдуард Стефан (1866—1907)
- Генри Боргет (1907—1921)
- Генри Бийсон (1921—1923)
- Жан Бослер (1923—1948)
- Ференбак, Шарль Макс (1948—1972)
- Джеймс Лекё (1983—1988)
- Роже Малина (с 2008)